# Jos Wijninckx
Jozef Constant Jeanne (Jos of Joz) Wijninckx (Deurne, 26 juni 1931 - Mol, 27 februari 2009) was een Belgisch politicus en Vlaams socialist.

## Levensloop
Jos Wijninckx was van beroep maatschappelijk assistent en actief bij de Jongsocialisten, waarvan hij van 1962 tot 1963 de voorzitter en van 1963 tot 1965 de nationaal secretaris was. Van 1965 tot 1971 was hij algemeen secretaris van het Centrum voor Sociale Actie.
Hij werd van 1964 tot 1982 gemeenteraadslid en van 1964 tot 1982 schepen in de toen nog zelfstandige gemeente Hoboken. Onder zijn impuls startte Hoboken in 1969 als eerste Vlaamse gemeente met de planning van een kabeltelevisienet, in navolging van Wallonië waar kabelexploitatie al enkele jaren bestond. Eind 1971 richtte hij daarvoor met andere Antwerpse gemeenten de intercommunale Integan op, hij was er voorzitter tot 1995. Van 1962 tot 1971 was hij provincieraadslid van Antwerpen.
Van 1983 tot 1994, na de gemeentelijke fusie, was hij gemeenteraadslid van Groot Antwerpen en van 1983 tot 1989 voorzitter van de Hobokense districtsraad. Wijninckx was ook van 1971 tot 1990 lid van de Senaat als rechtstreeks gekozen senator voor het arrondissement Antwerpen en minister van Pensioenen van 1977 tot 1979. In deze communautair woelige jaren zette hij de verhoging van de kleine pensioentjes en de aftopping van de hoogste ambtenarenpensioenen op de politieke agenda, wat leidde tot de zogenaamde wet-Wijninckx.
Als senator zat hij de naar hem genoemde onderzoekscommissie voor die van 19 juni 1980 tot 10 juli 1981 het vermeend machtsmisbruik, belangenverstrengeling en criminele en staatsondermijnende praktijken bij de toenmalige rijkswacht boven water probeerde te krijgen. Concrete aanleiding was de toenemende aanwezigheid van extreemrechtse milities in de politieke actualiteit met daarbij geruchten over banden met bepaalde politiediensten. In 1985-1986 was hij tevens voorzitter van het Benelux-parlement, waar hij van 1979 tot 1989 zetelde, en van 1979 tot 1988 was hij SP-fractievoorzitter in de Senaat.
Hoewel de Commissie Wijninckx geen concrete resultaten boekte, stond haar grondige aanpak, met inzet van alle voorrechten en middelen die de Senaat toekomen, model voor de werkwijze van latere onderzoekscommissies, zoals de twee Bendecommissies (parlementair onderzoek naar de gerechtelijke werkzaamheden inzake de Bende van Nijvel) en de Commissie Dutroux (die de opsporing naar en de criminele carrière van Marc Dutroux onderzocht).
In de periode december 1971-oktober 1980 zetelde hij als gevolg van het toen bestaande dubbelmandaat ook in de Cultuurraad voor de Nederlandse Cultuurgemeenschap, die op 7 december 1971 werd geïnstalleerd. Vanaf 21 oktober 1980 tot eind 1989 was hij lid van de Vlaamse Raad, de opvolger van de Cultuurraad en de voorloper van het huidige Vlaams Parlement.
Wijninckx trad een laatste keer voor het voetlicht met de liberale ex-gouverneur Andries Kinsbergen, na de gemeenteraadsverkiezingen van 2000, toen het Vlaams Blok haar positie als grootste politieke formatie in de stad nog versterkt had. Na in het slop geraakte besprekingen traden zij op als formateurs van een brede rood-blauw-oranje coalitie in het Antwerpse stadsbestuur.
Wijninckx was vrijmetselaar en behoorde tot Les Elèves de Thémis, en tot de loge Het Truweel beide loges van het Grootoosten van België in Antwerpen.
De laatste jaren van zijn leven woonde hij in de Kempische gemeente Balen. Hij overleed na jarenlange hartproblemen.